# Ara (Huesca)
Ara ist ein spanischer Ort in den Pyrenäen in der Provinz Huesca der Autonomen Gemeinschaft Aragonien. Der Ort, der auf 936 Meter Höhe liegt, gehört zur Gemeinde Jaca. Ara zählte 45 Einwohner im Jahr 2015.

## Einwohnerentwicklung
1842 = 278
1857 = 286
1860 = 290
1877 = 271
1887 = 279
1897 = 270
1900 = 259
1910 = 230
1920 = 188
1930 = 207
1940 = 175
1991 = 63
1999 = 55
2005 = 50
2007 = 52
2008 = 50
2009 = 50
2015 = 45

## Sehenswürdigkeiten
- Pfarrkirche Adoración de los Reyes Magos